# Als-Ærø Stift
Als-Ærø Stift var et bispedømme, bestående af øerne Als og Ærø, der blev udskilt fra Odense Stift i 1819. Stiftet blev nedlagt i 1867 som følge af 1864-krigen. Ærø kom tilbage til Fyens Stift. Als kom i første omgang til Slesvig Stift, men efter Genforeningen blev Als i 1922 en del af det nye Haderslev Stift.

## Historie
Stiftet blev grundlagt for at løse en række administrative problemer, da de to øer var del af Hertugdømmet Slesvig, men hørte under Odense Stift og dermed havde dansk kirke- og skolevæsen. At overflytte øerne til at være helt under dansk eller helt under slesvigsk lov var af praktiske årsager udelukket, så det mest logiske alternativ var at danne et nyt stift. Med blot 18 kirker, 12 på Als og 6 på Ærø, var det Helstatens mindste stift.
I august 1864, efter Preussen havde overtaget Slesvig som følge af 1864-krigen, overførte preusserne Als til Slesvig Stift. Samme år, efter tysk pres, tvang den danske regering Jørgen Hansen til at gå af som biskop. Als-Ærø Stift blev dog ikke opløst før 1867, hvor Ærø blev lagt under Fyens Stift kirkemæssigt og Svendborg Amt administrativt.

## Bisperækken
Peder Krog Meyer blev udnævte til at blive stiftets første biskop, men døde inden han kunne tiltræde.
- 1819 – 1847: Stephan Tetens
- 1848 – 1864: Jørgen Hansen
- 1864 – 1867: Ingen